# Friedrich Christian (Sachsen)

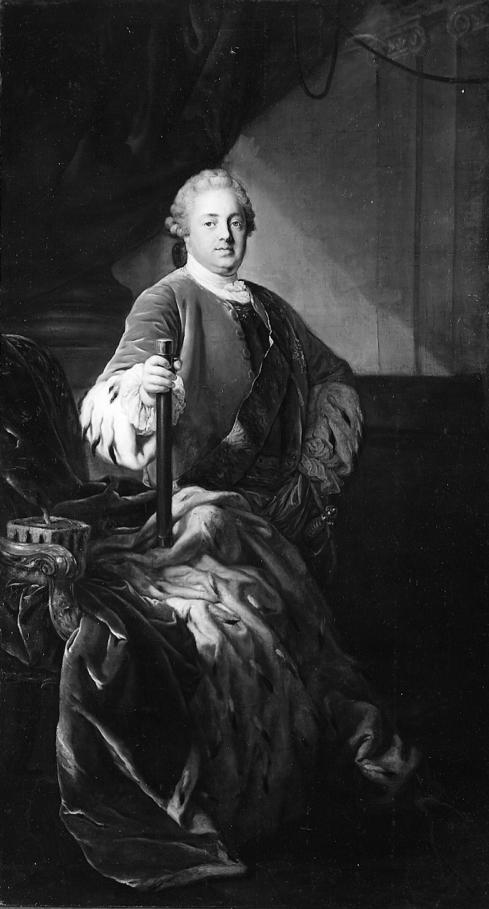
Friedrich Christian als Kurfürst von Sachsen im Hermelin-besetzten Hofkostüm sowie mit Marschallstab als Zeichen militärischer Macht in der Hand und dem Kurhut auf dem Thron liegend. Die heroische und für Fürstenporträts der Zeit typische Haltung trügt, da der Kurfürst schon von Geburt an gehbehindert war.

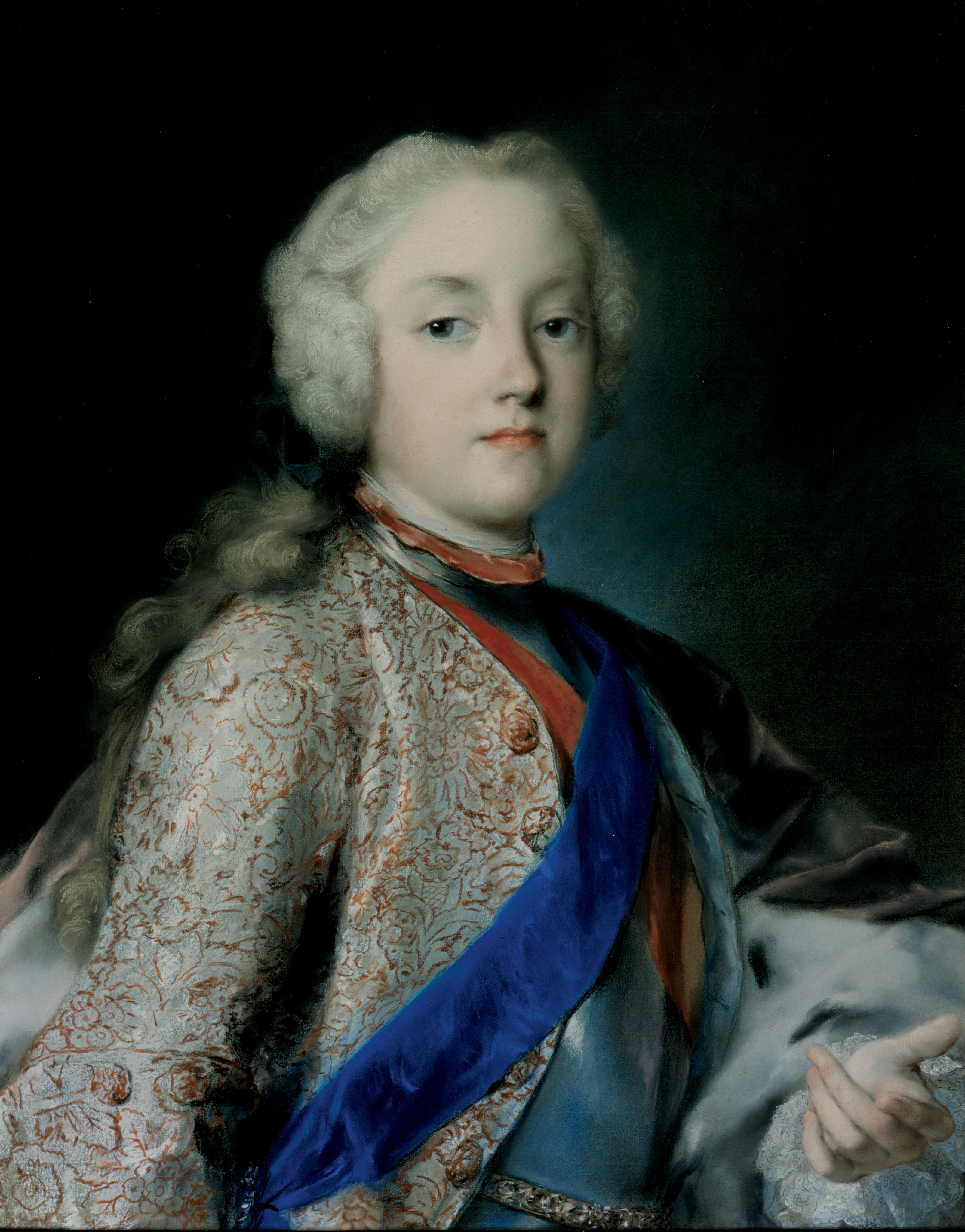
Friedrich Christian als junger Kurprinz, Porträt von Rosalba Carriera, um 1739

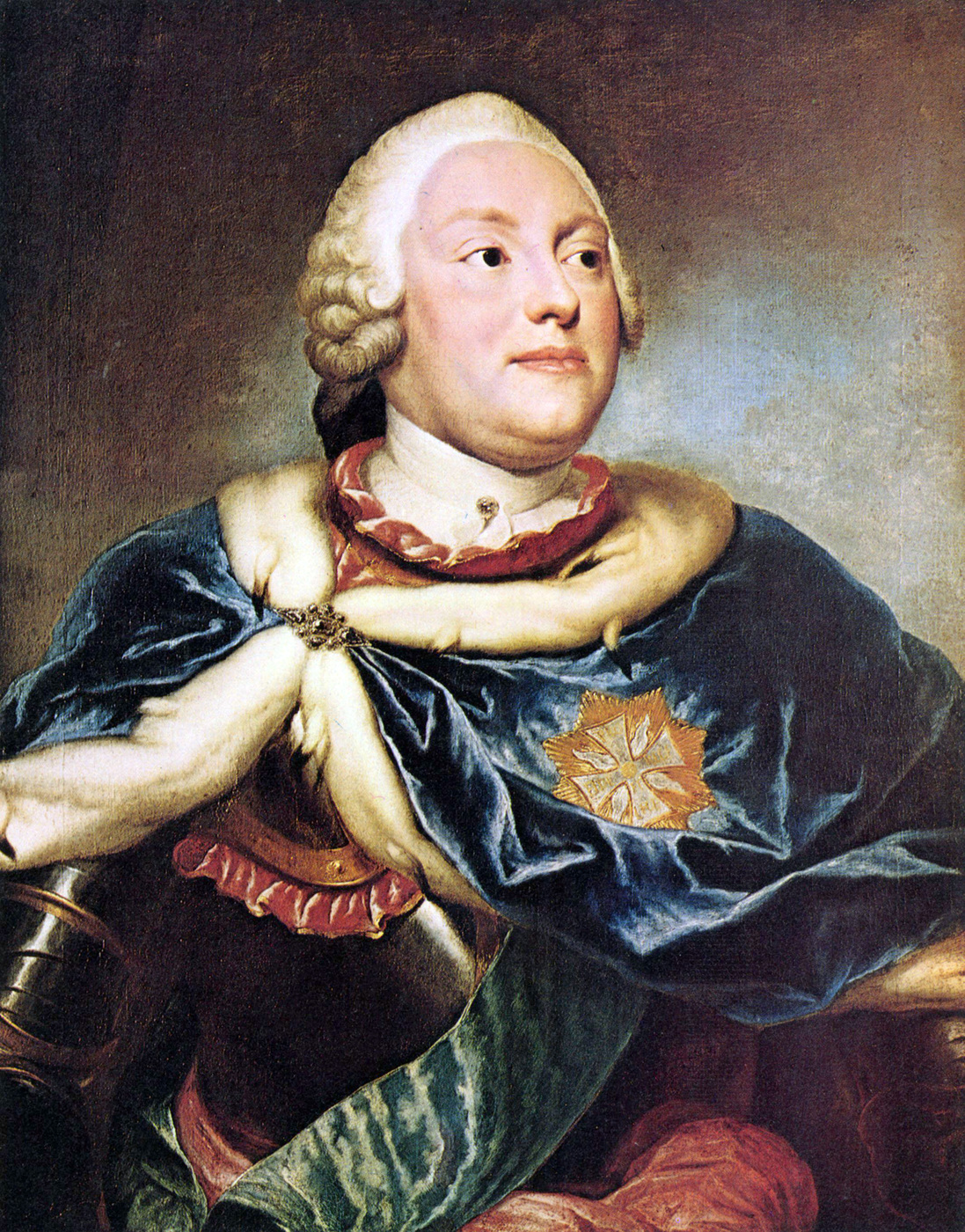
Friedrich Christian als Kurprinz von Sachsen und Prinz von Polen im Harnisch und Hermelinmantel sowie mit dem Orden vom Weißen Adler, gemalt von Anton Raphael Mengs, 1751, heute auf Schloss Weesenstein

Friedrich Christian Leopold Johann Georg Franz Xaver von Sachsen (* 5. September 1722 in Dresden; † 17. Dezember 1763 ebenda) war vom 5. Oktober 1763 bis zu seinem Tod Kurfürst von Sachsen.

## Leben
Friedrich Christian kam als dritter Sohn des sächsischen Kurfürsten- und polnischen Königspaares August III. und Maria Josepha, einer geborenen Erzherzogin von Österreich, zur Welt. Er wuchs überwiegend in Dresden, teils aber auch in Warschau auf.
Von Geburt an ein schwaches Kind und aufgrund einer Wirbelsäulenversteifung an einer nicht heilbaren Lähmung der Füße leidend, war er schon früh auf Rollstühle angewiesen. Er konnte ohne Hilfe weder stehen noch laufen, und selbst einfache Tätigkeiten wie Essen und Ankleiden gestalteten sich schwierig. Auf einem bekannten Gemälde, das ihn im Kreise seiner wettinischen und wittelsbachischen Familie zeigt, ist er im Rollstuhl sitzend abgebildet – es entstand während seiner Flucht vor den Preußen nach München und hängt heute im Schloss Nymphenburg. Seine Mutter soll daher wiederholt versucht haben, den jungen Prinzen zum Eintritt in den geistlichen Stand und damit zu einem Thronverzicht zu Gunsten seiner jüngeren Brüder zu bewegen, da seine beiden älteren Brüder, die Kurprinzen Friedrich August und Joseph August, bereits im Kindesalter gestorben waren. Er verweigerte sich dem Ansinnen jedoch, heiratete 1747 und zeugte neun Kinder.
Nach der Thronbesteigung seines Vaters 1733 bezog er als nunmehriger Kurprinz das Taschenbergpalais. Bereits als Kurprinz vermerkte Friedrich Christian in seinem Tagebuch: „Die Fürsten sind für ihre Untertanen da und nicht die Untertanen für die Fürsten. Der Reichtum der Untertanen, der öffentliche Kredit und eine gut stehende Armee machen das wahre Glück des Fürsten aus“ und zeigte sich damit offen für die Ideen der Aufklärung. Er war von ausgesprochen musischer Begabung. Zu seinem 11. Geburtstag komponierte Johann Sebastian Bach die Kantate Herkules am Scheidewege.
1738–1740 begab sich der 15-jährige Thronerbe auf eine Italien-Reise, die ihn von Dresden nach Neapel, Rom, Florenz, Mailand und Venedig führte. Zweck der Reise war einerseits, seine nächstjüngere Schwester Maria Amalia nach Neapel zu ihrer Hochzeit mit König Karl von Neapel und Sizilien zu begleiten, andererseits um seine Gesundheit durch Aufenthalt in verschiedenen Kurbädern zu stärken und schließlich als Bildungsreise im Sinne einer Grand Tour. Die Reise erfolgte offiziell inkognito, doch wurde er überall mit gebührenden Ehren empfangen. Unterwegs sammelte er Kunst, darunter Pastelle von Rosalba Carriera, Reliquien und Bücher, die er nach Hause senden ließ. Organisation und Reisebegleitung oblagen seinem Oberhofmeister Wackerbarth-Salmour.
Als im Siebenjährigen Krieg 1759 ein weiterer Aufenthalt des Kurprinzen in Dresden nicht mehr angebracht, ja gefährlich erschien, floh er mit seiner Familie nach München, wo er von seinem Schwager, Kurfürst Maximilian III. Joseph, gastfreundlich aufgenommen wurde und zwei Jahre blieb. Als der Siebenjährige Krieg im Hubertusburger Frieden 1763 zu Ende ging, war das bis dahin (trotz der Misswirtschaft seines Vaters und dessen Premierministers) recht wohlhabende Sachsen ruiniert. Eine Restaurationskommission unter der Protektion des Kurprinzen Friedrich Christian nahm im April 1762 ihre Arbeit auf. Die Umsetzung der Vorschläge erfolgte allerdings erst in den Folgejahren.
Am 5. Oktober 1763 folgte er nach dem Tode seines Vaters diesem als sächsischer Kurfürst. Ferner bewarb er sich um die polnische Krone. Das geschah bereits im Schreiben an den Kardinalprimas vom 6. Oktober 1763 unter Verweis auf die Billigung aller benachbarten Mächte: „...und ich habe Ursache zu hoffen, daß, wenn die polnische Nation geneigt ist, mir dieses Merkmal ihrer Liebe und ihres Zutrauens zu geben, alle benachbarten Mächte solches gern sehen werden.“ Zu dem Zweck erfolgte auch die Ernennung des Grafen Karl Georg Friedrich von Flemming zum Außenminister, wegen seiner polnischen Verbindungen.
Zu seinen ersten Handlungen zählte die Entlassung des äußerst umstrittenen Premierministers Graf Heinrich von Brühl, der durch seine verfehlte Finanzpolitik, aber vor allem durch sein katastrophales außenpolitisches Handeln, das den für Sachsen so verhängnisvollen Siebenjährigen Krieg mitverursacht hat, den Kurstaat in die Krise gestürzt hatte. Die zerrütteten Staatsfinanzen, die ihm seine Vorgänger hinterlassen hatten, versuchte er im Rétablissements neu zu ordnen und dem verwüsteten und geplünderten Land durch wirtschaftlichen Wiederaufbau neue Impulse zu geben. Reformen zur Verschlankung des Hofstaates und zur Vereinfachung der Verwaltung nach dem Prinzip der Sparsamkeit wurden begonnen. Die meisten Mitglieder seines Kabinetts, so etwa Thomas von Fritsch aus Leipzig, Friedrich Ludwig Wurmb und Christian Gotthelf von Gutschmid stammten aus dem Großbürgertum.
Nach nur 74 Tagen seiner recht erfolgreichen Herrschaft verstarb Friedrich Christian an den Pocken und wurde in der Stiftergruft der Katholischen Hofkirche in Dresden beigesetzt.
Bis zur Volljährigkeit seines ältesten Sohns und Erben übte seine Gemahlin gemeinsam mit seinem Bruder Franz Xaver die vormundschaftliche Regentschaft aus.

## Ehe und Nachkommen

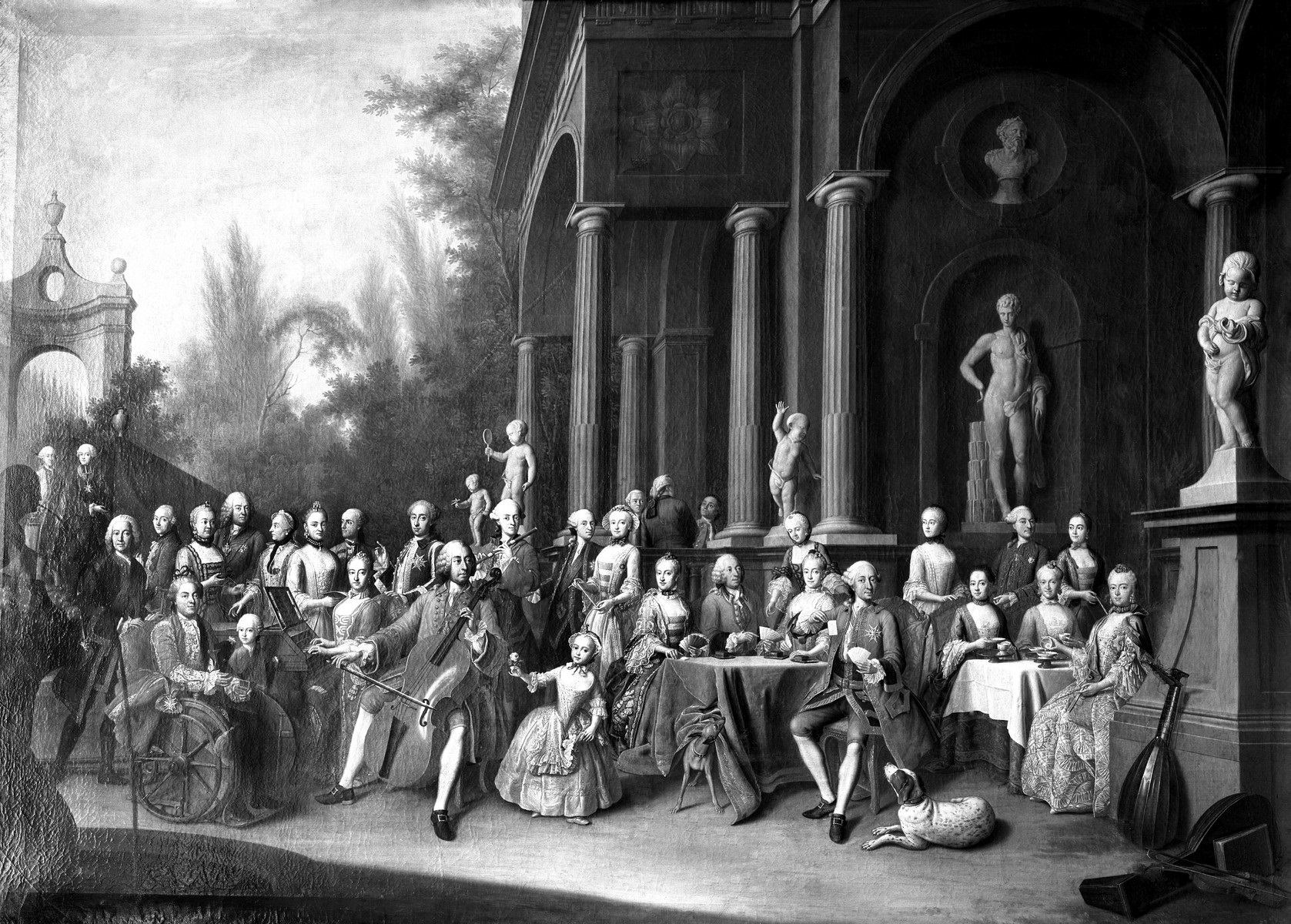
Kurprinz Friedrich Christian (vorn links im Rollstuhl) mit Gemahlin Maria Antonia von Bayern im Exil bei seinen kurbayerischen Verwandten (1761)

Friedrich Christian war seit 1747 mit der äußerst kulturbetonten und ebenfalls musisch äußerst begabten Prinzessin Maria Antonia von Bayern, einer Tochter des bayerischen Kurfürsten Karl Albrecht und der Erzherzogin Maria Amalie von Österreich, somit seiner Cousine 1. Grades, verheiratet. Mit ihr hatte er folgende Kinder:
- Sohn (*/† 9. Juni 1748 in Dresden, nach der Geburt verstorben)
- Friedrich August III./I. (* 23. Dezember 1750 in Dresden; † 5. Mai 1827 in Dresden), Kurfürst und später König von Sachsen, erwählter König von Polen und Herzog von Warschau
- Karl (* 24. September 1752 in Dresden; † 8. September 1781 in Dresden), Prinz von Sachsen
- Joseph (* 26. Januar 1754 in Dresden; † 25. März 1763 in Dresden), Prinz von Sachsen
- Anton (* 27. Dezember 1755 in Dresden; † 6. Juni 1836 in Pillnitz), König von Sachsen
- Maria Amalie (* 26. September 1757 in Dresden; † 20. April 1831 in Neuburg an der Donau), Prinzessin von Sachsen

⚭ Karl II. August (* 29. Oktober 1746 in Düsseldorf; † 1. April 1795 Mannheim), Herzog von Pfalz-Birkenfeld-Zweibrücken
- Maximilian (* 13. April 1759 in Dresden; † 3. Januar 1838 in Dresden), Erbprinz von Sachsen

1. ⚭ Caroline (* 22. November 1770 in Parma; † 1. März 1804 in Dresden), Prinzessin von Parma
2. ⚭ Maria Luisa (* 2. Oktober 1802 in Barcelona; † 18. März 1857 in Rom), Prinzessin von Parma

- Therese Maria (* 27. Februar 1761 in München; † 26. November 1820 in Dresden), Prinzessin von Sachsen
- Sohn (*/† 1762, totgeboren)

## Vorfahren
| Ahnentafel Friedrich Christian von Sachsen | Ahnentafel Friedrich Christian von Sachsen                                                          | Ahnentafel Friedrich Christian von Sachsen                                                      | Ahnentafel Friedrich Christian von Sachsen                                                                    | Ahnentafel Friedrich Christian von Sachsen                                                                    | Ahnentafel Friedrich Christian von Sachsen                                                  | Ahnentafel Friedrich Christian von Sachsen                                                                  | Ahnentafel Friedrich Christian von Sachsen                                                                          | Ahnentafel Friedrich Christian von Sachsen                                                                          |
| ------------------------------------------ | --------------------------------------------------------------------------------------------------- | ----------------------------------------------------------------------------------------------- | --- | --- | ------------------------------------------------------------------------------------------- | --- | --- | --- |
| Ururgroßeltern                             | Kurfürst Johann Georg II. (1613–1680) ⚭ 1638 Magdalena Sibylle von Brandenburg-Bayreuth (1612–1687) | König Friedrich III. (1609–1670) ⚭ 1643 Sophie Amalie von Braunschweig-Calenberg (1628–1685)    | Erdmann August von Brandenburg-Bayreuth (1615–1651) ⚭ 1641 Sophie von Brandenburg-Ansbach (1614–1646)         | Herzog Eberhard III. (1614–1674) ⚭ 1637 Anna Katharina Dorothea von Salm-Kyrburg (1614–1655)                  | Kaiser Ferdinand III. (1608–1657) ⚭ 1631 Maria Anna von Spanien (1606–1646)                 | Kurfürst Philipp Wilhelm von der Pfalz (1615–1690) ⚭ 1653 Elisabeth Amalia von Hessen-Darmstadt (1635–1709) | Herzog Georg (1582–1641) ⚭ 1617 Anna Eleonore von Hessen-Darmstadt (1601–1659)                                      | Eduard von der Pfalz (1625–1663) ⚭ 1645 Anna Gonzaga (1616–1684)                                                    |
| Urgroßeltern                               | Kurfürst Johann Georg III. (1647–1691) ⚭ 1666 Anna Sophie von Dänemark und Norwegen (1647–1717)     | Kurfürst Johann Georg III. (1647–1691) ⚭ 1666 Anna Sophie von Dänemark und Norwegen (1647–1717) | Markgraf Christian Ernst von Brandenburg-Bayreuth (1644–1712) ⚭ 1671 Sophie Luise von Württemberg (1642–1702) | Markgraf Christian Ernst von Brandenburg-Bayreuth (1644–1712) ⚭ 1671 Sophie Luise von Württemberg (1642–1702) | Kaiser Leopold I. (1640–1705) ⚭ 1676 Eleonore Magdalene von der Pfalz (1655–1720)           | Kaiser Leopold I. (1640–1705) ⚭ 1676 Eleonore Magdalene von der Pfalz (1655–1720)                           | Herzog Johann Friedrich von Braunschweig-Calenberg (1625–1679) ⚭ 1668 Benedicta Henriette von der Pfalz (1652–1730) | Herzog Johann Friedrich von Braunschweig-Calenberg (1625–1679) ⚭ 1668 Benedicta Henriette von der Pfalz (1652–1730) |
| Großeltern                                 | König August II. (1670–1733) ⚭ 1693 Christiane Eberhardine von Brandenburg-Bayreuth (1671–1727)     | König August II. (1670–1733) ⚭ 1693 Christiane Eberhardine von Brandenburg-Bayreuth (1671–1727) | König August II. (1670–1733) ⚭ 1693 Christiane Eberhardine von Brandenburg-Bayreuth (1671–1727)               | König August II. (1670–1733) ⚭ 1693 Christiane Eberhardine von Brandenburg-Bayreuth (1671–1727)               | Kaiser Joseph I. (1678–1711) ⚭ 1699 Wilhelmine Amalie von Braunschweig-Lüneburg (1673–1742) | Kaiser Joseph I. (1678–1711) ⚭ 1699 Wilhelmine Amalie von Braunschweig-Lüneburg (1673–1742)                 | Kaiser Joseph I. (1678–1711) ⚭ 1699 Wilhelmine Amalie von Braunschweig-Lüneburg (1673–1742)                         | Kaiser Joseph I. (1678–1711) ⚭ 1699 Wilhelmine Amalie von Braunschweig-Lüneburg (1673–1742)                         |
| Eltern                                     | König August III. (1696–1763) ⚭ 1719 Maria Josepha von Österreich (1699–1757)                       | König August III. (1696–1763) ⚭ 1719 Maria Josepha von Österreich (1699–1757)                   | König August III. (1696–1763) ⚭ 1719 Maria Josepha von Österreich (1699–1757)                                 | König August III. (1696–1763) ⚭ 1719 Maria Josepha von Österreich (1699–1757)                                 | König August III. (1696–1763) ⚭ 1719 Maria Josepha von Österreich (1699–1757)               | König August III. (1696–1763) ⚭ 1719 Maria Josepha von Österreich (1699–1757)                               | König August III. (1696–1763) ⚭ 1719 Maria Josepha von Österreich (1699–1757)                                       | König August III. (1696–1763) ⚭ 1719 Maria Josepha von Österreich (1699–1757)                                       |
| Friedrich Christian von Sachsen            | |                                                                                                 | | |                                                                                             | | | |